# Фигурин, Алексей Евдокимович
Алексей Евдокимович Фигурин (1793, Ростов, Ярославская губерния — 22 октября 1851, Санкт-Петербург) — российский медик, хирург и путешественник, исследователь Арктики, этнограф, научный писатель, переводчик.
Родился в семье священника. В 1815 году окончил курс наук в Санкт-петербургской медико-хирургической академии и получил по окончании степень лекаря 2-го класса, затем поступил на службу в Свеаборгский морской госпиталь. В 1820 году, сдав предварительно экзамен на получение должности медико-хирурга, отправился в кругосветное плавание в качестве врача при экспедиции, снаряжённой под начальством лейтенанта П. Ф. Анжу для описания северо-восточных берегов Сибири и Ледовитого океана. Весной 1821 году он добрался до дельты реки Лены, из этой точки добрался на нартах до острова Столбового, а затем до острова Котельный, составив описания его северного и западного берегов, после чего возвратился на Яну. В феврале — апреле 1823 года, выйступив из устья этой реки, составил описания Васильевского и Семёновского островов, достигнув северной оконечности острова Бельковского, после чего вновь посетил Котельный и возвратился на Яну.
Фигурин собрал богатый научный материал, преимущественно по естественной истории и этнографии посещённых им стран; часть этого материала была напечатана в «Записках», издававшихся адмиралтейским департаментом (1825, том V) под заглавием «Извлечение из записок медико-хирурга Фигурина, ведённых во время описи берегов северо-восточной Сибири»; его именем был назван один из открытых экспедицией островов. За свою работу в экспедиции был награждён орденом Св. Владимира 4-й степени и избран в состав Императорского вольного экономического общества и Общества русских врачей. В 1825 году был назначен врачом в Санкт-Петербургском морском госпитале, в 1827 году перешёл в Морской госпиталь в Кронштадте «главным лекарем». Позже состоял медицинским инспектором Санкт-Петербургского порта и старшим советником департамента казённых врачебных заготовлений Министерства внутренних дел. Умер в столице, был похоронен на Смоленском православном кладбище.
Научные работы Фигурина касаются хирургии, гинекологии, накожных болезней, офтальмологии и других дисциплин. Четырёхлетнее пребывание в Сибири и близкое знакомство с якутами дали ему возможность узнать быт, нравы и язык этого народа и собрать обширный материал для составления задуманного им «якутско-русского словаря». Кроме того, Фигурин перевёл на якутский язык Евангелие от Матфея и Символ веры. В «Сибирском вестнике» за 1823 год были напечатаны «Замечания медико-хирурга Фигурина о разных предметах естественной истории и физики, учинённые в Устьянске и окрестностях оного в 1822 г.».
В честь А. Е. Фигурина названа банка (банка Фигурина, Восточно-Сибирское море, Новосибирские острова, на месте банки был остров Фигурина, открытый в 1822 году экспедицией под руководством лейтенанта П. Ф. Анжу и названный по фамилии участника экспедиции А. Е. Фигурина; к 1960-м годам остров растаял, оставив своё название образовавшейся в этом месте банке).